# 江原省吾
江原 省吾（えはら しょうご、1997年8月22日 - ）は、日本の元俳優。スマイルモンキーに所属していた。2010年3月、中学校進学を機に芸能活動を引退した。

## 人物
- 名前の「省吾」の由来は父親が中学生のときから歌手の浜田省吾のファンだったため。
- チワワを飼っており、名前はみかん。

## 出演

### テレビドラマ
- 土曜ワイド劇場 法医学教室の事件ファイル20（2004年、テレビ朝日）
- がきんちょ〜リターン・キッズ〜 最終話（2006年、MBS・TBS）
- アンナさんのおまめ 第7話（2006年、テレビ朝日）
- 獣拳戦隊ゲキレンジャー 第12話・第49話（2007年-2008年、テレビ朝日）理央（幼少） 役
- 1ポンドの福音（2008年、日本テレビ）修道院の孤児 役
- 炎神戦隊ゴーオンジャー（2008年、テレビ朝日）大翔（幼少） 役

### CM
- ハウス食品 バーモントカレー（2003年9月）
- ヨドバシカメラ（2005年）
- オリエンタルランド ディズニー・ハロウィーン（2005年）
- ミスター通商 町の便利屋さん（2006年）
- 日本綜合地所（2007年）

### プロモーションビデオ
- CURE RUBBISH『Color』（2007年）

### VP
- JUN SKY WALKER スペシャルBOX「JSW Keep Walking」白いクリスマス（2005年）
- 三洋電機 キッズケータイ（2006年）

### イベント
- スマイルモンキー Wazary part2（2007年1月）
- スマ☆クリスマス〜イヴ×3（2007年12月22日）